# Franz Cibulka
Franz Peter Cibulka (* 23. Dezember 1946 in Fohnsdorf; † 27. Juni 2016) war ein österreichischer Komponist und Musiker.

## Leben
Franz Cibulka studierte an der Hochschule für Musik und darstellende Kunst Graz die Fächer Klarinette, Komposition und Orchesterleitung. Das Studium schloss er im Jahr 1984 ab. Bis Juli 2002 unterrichtete er als Professor für Klarinette, Kammermusik und Musiktheorie am Johann-Joseph-Fux-Konservatorium Graz.
Durch Aufführungen seiner Werke im Rahmen der WASBE-1997 (World Association for Symphonic Bands and Ensembles) in Schladming gelang ihm der internationale Durchbruch. In den vergangenen Jahren war er in Australien, Amerika, Russland und vielen europäischen Staaten als Komponist, Dirigent, Interpret, Juror und Referent tätig.
In den Jahren 2000 bis 2001 war Cibulka Dozent für Komposition an der Bayrischen Akademie. Nachdem er von seiner anschließenden, dritten Konzertreise aus Russland zurückkehrte, arbeitete er ab 2002 bis zu seinem Tode im Jahr 2016 als freischaffender Komponist.

## Auszeichnungen
- 1980: Musikpreis der Stadt Graz[4]
- 1998: Großes Ehrenzeichen des Landes Steiermark

## Werke (Auswahl)
Sein Werkverzeichnis umfasst mehr als 300 Kompositionen in unterschiedlichster Stilistik und Besetzung. Die Werke entstanden meist auf Wunsch und Anregung von Interpreten und mit Rücksichtnahme auf deren Vorstellungen.

### Ensemblemusik
- Duo für zwei Gitarren (1975)[5]
- Sonatine für Klarinette und Klavier (1977)[5]
- Notae Mobiles (1977)[5]
- Continuum – für Gitarre, Akkordeon, Schlagzeug und Tonband (1979)[5]
- G 850 – Bläsermusik (1980)[5]
- Synthese I – für Streichquartett, Marimbaphon, Templeblocks und Tonband (1981)[5]
- Präludium – für Flöte und Gitarre (1983)[5]
- Mosaico latino – für 4 Gitarren (1986)[5]
- Percussionen –  für zwei Gitarren (1987)[5]
- Zwei Bagatellen – für Violine, Klarinette und Klavier (1987)[5]
- Weiz Heimat – Musik für Saxophonquartett, Vibraphon und Marimbaphon (1987)[5]
- Trifolium – für Klarinette und 2 Gitarren (1988)[5]
- Joseleum – Quartett für Klarinette, Posaune, Vibraphon und Kontrabass (1989)[5]
- ‘s Zwitscherl – für Klarinette (Sopransaxophon) und Melodiebaßakkordeon (Klavier) (1990)[5]
- Capriccio III – für Klarinette und Melodiebaßakkordeon (1991)[5]
- Garuda Phantasia Indonesia – für Altsaxophon, Marimbaphon und Orgel (1992)[5]
- Für drei Groschen – Altsaxophon, Perkussion, Vibraphon, Orgel und Kontrabass (1994)[5]
- Harrycan – für Sopransaxophon, Vibraphon und Marimbaphon (1995)[5]
- Digression – in vier Sätzen für Akkordeon 1–3, Flöte, Klarinette, Klavier, Vibraphon und Computer (1995)[5]

### Bläsermusik
- Fanfare und Intrade – für 3 Trompeten, 3 Posaunen und Tuba (1979)[5]
- Ballade – für Brassensemble und Schlagzeug (1982)[5]
- Fanfare – für Blechbläser (1982)[5]
- La Chiappa – Korsische Impressionen für großes sinfonisches Blasorchester (1987)[5]
- Curriculum – für Flügelhorn und Blasorchester (1987)[5]
- Saxomarcia – für Saxophonorchester (1993)[5]
- Wjatka – Russische Bilder in 3 Sätzen (1994)[5]
- Rhapsodie Nr. 2 – für Posaune und sinfonisches Blasorchester (1996)[5]

### Solomusik
- Capriccio – für Gitarre solo (1976)[5]
- Solo – für Laute (1977)[5]
- Impressionen – für Klavier (1977)[5]
- Percussionen – für Gitarre solo (1981)[5]
- Drei Geschichten – für Gitarre (1995)[5]
- Skatches of London – für Gitarre (1996)[5]